# Spadiště
Spadiště (skluz) je zpevněná část stoky pod stupněm, kam přepadá tekoucí voda. Účelem stupňů je zmenšit přímý spád stoky v místech, kde by rychlost proudící vody byla příliš velká. Spadiště se též používají k propojení stok s různou výškovou úrovní. Dno spadiště je obloženo obrusuvzdorným materiálem, například čedičem. V horní části bývá vstupní šachta.
Spadiště na jednotné kanalizaci se buduje s obtokem. Obtok převádí vodu většinu doby – když neprší. Pokud se průtok ve stoce zvýší, využije se plně kapacita obtoku a zbytek vody přepadá šachtou. Voda protékající obtokem vytvoří na dně šachty vrstvu, takže nedojde k takovému namáhání dna vodou která padá šachtou. Obtok bývá malého průměru – 300–400 mm.
Spadiště je také vnitřní prostor bezpečnostního přelivu vodního díla, pod přelivnou hranou nebo pod skluzem, kam padá voda a maří se její pohybová energie.